# Troodontinae
De Troodontinae zijn een groep theropode dinosauriërs, behorend tot de Maniraptora. 
In 2012 benoemde Martin Martinyuk een klade Troodontinae. De klade werd gedefinieerd als de groep bestaan de uit de laatste gemeenschappelijke voorouder van Troodon formosus en Saurornithoides mongoliensis; en al diens nakomelingen.
In 2017 gaven Aaron van der Reest en Philip John Currie een afwijkende definitie: de groep bestaan de uit de laatste gemeenschappelijke voorouder van Gobivenator mongoliensis en Zanabazar junior; en al diens nakomelingen. De tweede definitie wijkt af van het voorschrift van de PhyloCode door Troodon zelf niet als verankerend taxon op te nemen. De reden daarvoor was dat ze Troodon als een nomen dubium beschouwden. Wel werd een, niet verplichte, Life Science Identifier geregisteerd: B0F752AF-232B-4486-B7AC-
74C7507EEFE0.
De groep bestaat uit middelgrote tot grote Troodontidae uit het Krijt van Noord-Amerika en Azië.